# 4497 Taguchi
4497 Taguchi (1989 AE1) là một tiểu hành tinh vành đai chính được phát hiện ngày 4 tháng 1 năm 1989 bởi Kin Endate và Kazuro Watanabe ở Kitami.